# Moisés Silva
Moisés Silva (Havana, 4 de setembro de 1945) é um autor, editor, tradutor, teólogo e estudioso da Bíblia americano natural de Cuba.

## Vida
Silva nasceu em Havana, Cuba, e tem vivido nos Estados Unidos desde 1960. Ele lecionou estudos da Bíblia no Westmont College (1972-1981), no Seminário Teológico Westminster (1981-1996) e no Seminário Teológico Gordon-Conwell (1996-2000), onde foi Professor de Novo Testamento até se aposentar. Foi presidente da Sociedade Evangélica de Teologia em 1997, e há muitos anos é ministro da Igreja Presbiteriana Ortodoxa. No Brasil foi professor visitante do Centro Presbiteriano de Pós-Graduação Andrew Jumper, em São Paulo.
Moisés serviu como tradutor da New American Standard Bible, da New Living Translation (de Efésios a Filemom), da English Standard Version e da Nueva Versión Internacional. Também serviu como consultor de Novo Testamento para Eugene Peterson, na tradução da The Message. Os métodos de tradução da New Living Translation foram usados como referência para a Nova Versão Transformadora, publicada no Brasil em 2016 pela editora Mundo Cristão. A The Message, por sua vez, foi traduzida inteiramente do inglês para o português, pela Editora Vida, e publicada em 2011, com nome A Mensagem.
Silva também é autor ou coautor de vários artigos e livros, como o muito aclamado comentário sobre a Carta aos Filipenses - Philippians (Wycliffe Exegetical Commentary). É o editor da segunda edição do New International Dictionary of New Testament Theology and Exegesis (em português: Novo Dicionário Internacional de Teologia e Exegese do Novo Testamento), entre outras obras notórias. Ele se formou na Universidade Bob Jones (Bachelor of Arts, 1966), no Seminário Teológico Westminster (Bachelor of Divinity, 1969; Master of Theology, 1971) e na Universidade de Manchester (Doctor of Philosophy, 1972). Em Manchester, ele foi aluno de F. F. Bruce e de James Barr. O livro The Semantics of Biblical Language (1961) (A Semântica da Linguagem Bíblica) de Barr teve uma grande influência na obra de Silva Biblical Words and Their Meaning - An Introduction To Lexical Semantics (1983) (Palavras bíblicas e seu significado - Uma introdução à semântica lexical) que veio a desafiar muitas falácias linguísticas comuns da interpretação bíblica.

## Obras
- Silva, Moisés (1983). Biblical Words and Their Meaning: An Introduction to Lexical Semantics. Grand Rapids, MI: Zondervan. p. 201. ISBN 9780310456711.
- ——— (1987) Has the Church Misread the Bible? The History Of Interpretation In The Light Of Current Issues. Grand Rapids, MI: Zondervan. p. 136. ISBN 9780310409212.
- ——— (1989). Philippians (Wycliffe Exegetical Commentary). Chicago, IL: Moody Press. p. 272. ISBN 9780802492609.
- ———; Kaiser, Jr., Walter C. (1994). Introduction to Biblical Hermeneutics: the Search for Meaning. Grand Rapids, MI: Zondervan. p. 352. ISBN 9780310279518.
- ———, ed. (1996). Foundations of Contemporary Interpretation. Grand Rapids, MI: Zondervan. p. 690. ISBN 9780310208280.
- ——— (1996) Interpreting Galatians: Explorations in Exegetical Method. Grand Rapids, MI: Baker Books. p. 236. ISBN 9780801011238.
- ———; Jobes, Karen H. (2005). Invitation to the Septuagint. Grand Rapids, MI: Baker Academic. p. 352. ISBN 9780801031151.
- ——— (2011). The Essential Companion to Life in Bible Times: Key Insights for Reading God's Word. Grand Rapids, MI: Zondervan. p. 144. ISBN 9780310286882.
- ——— (2011). The Essential Bible Dictionary: Key Insights for Reading God's Word. Grand Rapids, MI: Zondervan. p. 240. ISBN 9780310278214.
- ———, ed. (2014). New International Dictionary of New Testament Theology and Exegesis. Grand Rapids, MI: Zondervan. p. 3552. ISBN 9780310276197.